# Komi (Volk)

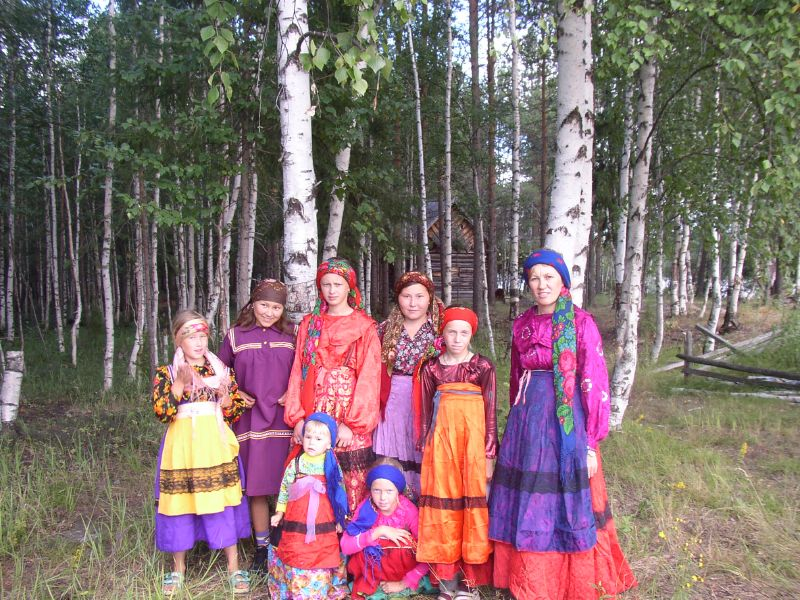
Komi

Komi (Komi Комияс/Komijas oder Коми морт/Komi mort bzw. Komi-Mort) ist die Eigenbezeichnung mehrerer Bevölkerungsgruppen in Nordosteuropa (Russland), die zu den finno-ugrischen Völkern gehören. Die Mehrzahl der Komi spricht Varianten des Komi-kyv, die zu den finno-ugrischen Sprachen gehören. Ein erheblicher Teil verwendet aber auch überwiegend oder ausschließlich die russische Sprache. Die Komi betrieben traditionell vor allem Forstwirtschaft und Landwirtschaft sowie Jagd und Fischerei. Heute arbeiten viele Komi in der Industrie und im Dienstleistungssektor.

## Begriff
In vielen neueren Quellen findet sich die Vorstellung, dass es sich bei den Komi um ein Volk handelt. Dies kann unter Berücksichtigung von Sprache, Geschichte, der politischen Realitäten der letzten 100 Jahre und des Selbstverständnisses der Komi-Gruppen in Frage gestellt werden. Die Syrjanen (Nördliche Komi, früher auch Syrjänen, russ.: syrjane) werden häufig nur als Komi bezeichnet und stellen (als faktische Minderheit) das Staatsvolk der Republik Komi dar. Die Komi-Permjaken (Südliche Komi, russ.: komi-permjaki) leben in der Region Perm im Becken der Kama. Eine besondere Bevölkerungsgruppe der nördlichen Komi sind die Komi-Ischemzen (auch Ishemzen).

## Bevölkerungszahlen
Die Zahl der Komi nimmt seit dem Ende der Sowjetunion stark ab. Heute gibt es etwa 320.000 Komi, 1989 waren es  etwa 500.000 1979 gab es 327.000 Komi (Syrjanen) und 151.000 Komi-Permjaken. 1989 lagen die Bevölkerungszahlen noch bei 345.000 und 152.000. Schon die Volkszählung 2002 zeigte einen deutlichen Rückgang auf nur noch 293.000 Komi (Syrjanen) und 125.000 Komi-Permjaken. Beim Zensus 2010 bezeichneten sich in ganz Russland 228.235 Bewohner als Komi und 94.456 Komi-Permjaken.

## (Nördliche) Komi (-Syrjanen)
Die Nördlichen Komi oder Syrjanen sind die Nachfahren der Permier, die sich in den letzten Jahrhunderten des 1. Jahrtausends nach Beginn der christlichen Zeitrechnung vom Kama-Gebiet her in Richtung Nordwesten verbreiteten. Dabei verbanden sie sich mit älteren Bevölkerungsschichten, die vermutlich ebenfalls zu den finno-ugrischen Völkern gehörten. Seit dem 11. Jahrhundert zahlten die als Wytschegodsker Perm (auch Alt-Perm) und Luschskaja Permiza in den altrussischen schriftlichen Quellen auftauchenden Bevölkerungsgruppen Abgaben an die Republik Nowgorod und nahmen am Handel zwischen Karelien und dem westlichen Sibirien teil. Dass es in den nordwestlichen Dialekten der syrjanischen Sprache Lehnwörter aus der wepsischen Sprache gibt, könnte ein Hinweis darauf sein, dass bereits vom 8. bis 12. Jahrhundert Kontakte zwischen Wepsen und Komi bestanden.
Im 14. Jahrhundert erfolgte die christliche Missionierung unter dem Nationalheiligen der Komi Stefan von Perm (Stefan Chrap). Auf ihn wird auch die Schaffung der alt-syrjanischen Sprache und der alt-syrjanischen (alt-permischen) Schrift zurückgeführt, die kyrillische, runische und Zeichen unbekannter Herkunft enthält. Diese Schrift und Sprache war bis zum 17. Jahrhundert in Gebrauch.
Seit dem 15. Jahrhundert gab es im Zuge der endgültigen Angliederung der Komi in das Russische Reich eine Bevölkerungsverschiebung in Richtung der heutigen Wohngebiete. Dabei wurden auch Gruppen von Russen, Wepsen, Nenzen und Mansen in die Komi-Bevölkerung integriert. Spätere Wanderungen führten die Komi über den Ural nach West-Sibirien, wo noch heute viele von ihnen leben.
Im 20. Jahrhundert entstand eine Nationalbewegung. 1921 gründete die Sowjetmacht die Autonome Oblast der Komi (Syrjänen) innerhalb der RSFSR, die 1936 in eine Autonome Sozialistische Sowjetrepublik (ASSR) umstrukturiert wurde. Das heutige russische Föderationssubjekt Republik Komi ist der Nachfolgestaat der ASSR der Komi. Die Verfassung dieser Republik sieht im Komi-Volk die Quelle der Souveränität dieses Staatswesens. Diese stellen allerdings nur 23 Prozent der Einwohner der Republik.
Mit dem Zerfall der Sowjetunion entstanden wiederum kulturelle, nationale und nationalistische Organisationen der Komi, die aber nur einen kleinen Teil der überwiegend in kleinen Städten und Orten lebenden Komi repräsentieren. Die Komi beteiligen sich an der Bewegung der finno-ugrischen Völker.

### Komi-Ischemzen (Коми-Ижемцы)
Diese nördlichste Gruppe der Komi hat sich aus der Vermischung von Komi und Nenzen entwickelt. Die Kultur dieser Rentierzüchter-Komi wirkte auch auf die südlicher lebenden Gruppen zurück. Im Jahr 2005 wurde diese Gruppe durch RAIPON offiziell als kleines indigenes Volk des russischen Nordens anerkannt. Die Aufnahme in die staatliche "Einheitliche Liste der kleinen indigenen Völker" (Jediny Peretschen...) steht jedoch noch aus.
Dabei sehen sich die Komi-Ischemzen grundsätzlich als Bestandteil des Komi-Ethnos. Ihre Vertreter, besonders Walentina Semjaschkina vom Komitee zur Rettung der Petschora (Komitet spassenija Petschory) wehren sich gegen den Vorwurf, das Komi-Volk zu spalten. Jedoch sind Rechte auf Ressourcen- und Landnutzung in Russland eng an den Status "kleines indigenes Volk" gebunden. Daher sehen die Komi-Ischemzen die Anerkennung als ein wichtiges Mittel an, um Garantien für den Schutz ihrer besonderen Lebensweise zu erreichen.

## Komi-Permjaken
Die Permjaken haben eine eigene Geschichte. Sie gehen auf Teile der Bevölkerung von Groß-Perm (im Gegensatz zu Alt-Perm), dem Bjarmland der nordischen Sagas zurück. Seit dem 12. Jahrhundert entwickelten sich kleine Städte und schließlich das Fürstentum Groß-Perm, das 1472 von Russland erobert und 1505 endgültig aufgelöst wurde. Schon vorher hatte der Prozess einer überwiegend friedlichen Russifizierung begonnen. Viele Permier Russen sind heute Nachfahren der Groß-Permier.
1463 war der vordem heidnische Khan von Bischof Iona getauft worden. Danach begann die erfolgreiche Missionierung der Permier. Als Staatsbauern oder Industrieleibeigene der Stroganows fristeten viele Komi ein elendes und rechtloses Dasein im Zarenreich.
1925 gründete die Sowjetmacht einen Nationalen (später: Autonomen) Kreis der Komi-Permjaken. Dies war die einzige territoriale Autonomie in Russland, in der ein finno-ugrisches Volk die ethnische Mehrheit (ca. 60 %) bildete. Die sowjetische Ethnologie betrachtete die Permjaken als eigene, von der Nation der Komi zu trennende "Völkerschaft" und so entstand auch eine eigene Schriftsprache für sie, die bis heute in Gebrauch ist. In postsowjetischer Zeit verstärkte sich der politische Druck in Richtung auf Auflösung der Autonomie, die mit der Eingliederung des Autonomen Kreises in die Region Perm im Dezember 2005 vollzogen wurde. Die meisten Komi-Permjaken scheinen diesen Vorgängen gleichgültig gegenüberzustehen.

## Religionen der Komi
Die Mehrzahl der religiösen Komi sind russisch-orthodoxe Christen. Es gibt unter ihnen auch Altgläubige (Altritualisten). Einige Komi-Nationalisten sind in den letzten Jahren zum orthodoxen Luthertum konvertiert, das sie als neue Nationalreligion etablieren wollen. Als Rest der traditionellen ethnischen Religion der Komi bleibt im Rahmen eines christlich-heidnischen Synkretismus bis ins 20. Jahrhundert das Zaubererwesen und der Glaube an die Tschuden erhalten, die mal als mythisches "altes Volk", mal als böse Geister, mal als feenhafte Wesen verstanden werden.